# Meteogro y los niñonautas del espacio
Meteogro y los niñonautas del espacio, titulada The Space Kidettes en inglés; es una serie de infantil de ciencia ficción, de dibujos creada por los estudios de animación estadounidenses Hanna-Barbera en la que cuatro niños astronautas y su perro, conforman un club infantil, en el que no tienen que dar cuentas a nadie más que a sí mismos. Viajando libres por la galaxia en una vetusta cápsula espacial, los niñonautas van en pos de un tesoro mientras se dedicarán a desbaratar los planes del malvado Meteogro (el capitán Skyhook). La serie fue emitida la mañana del sábado 10 de septiembre de 1966 por la cadena estadounidense NBC.

## Personajes
- El club de los Niñonautas, también conocidos como los chicos del espacio, está formado por dos niños y dos niñas y un perro, Pupstar.
- Scooter:
- Countdown:
- Snoopy:
- Jenny:
- Pupstar: Es el perrito de los Niñonautas.
- Meteogro: Skyhook, es un pirata que ha averiguado el secreto del mapa del tesoro que buscan los niñonautas y por ello intenta conseguirlo a toda costa. A pesar de que su compañero Estático, le insiste constantemente de que acabe con ellos de una vez por todas Meteogro en el fondo, no puede hacerlo pues tal como dice, Son solo unos crios.[1]
- Estático: Static, Es el compañero de Metogro, y resulta un tanto sádico pues tan solo desea que Meteogro torture y maltrate a los niñonautas para conseguir sus objetivos.

## Doblaje
- Scooter: Chris Allen imitando a Hoppity Hooper
- Countdown: Don Messick imitando al cerdo Hamton de las aventuras de Tiny Toon
- Snoopy: Lucille Bliss (Crusader Rabbit).
- Jenny: Janet Waldo adoptando la voz de Morticia Addams).
- Pupstar: Messick
- Meteogro y Estático: Daws Butler

## Episodios
1. Moleman Menace
2. Jet Set Go
3. Space Indians
4. Swamp-Swamped
5. Space Heroes
6. Space Witch
7. Tale Of A Whale
8. Space Giant
9. Space Carnival
10. The Laser Breathing Space Dragon
11. The Flight Before Christmas
12. Beach Brawl
13. Dog-napped In Space
14. Secret Solar Robot
15. King Of The Space Pirates
16. Planet Of Greeps
17. Cosmic Condors
18. The Space Mermaid
19. Haunted Planet
20. Something Old- Something Gnu